# Rotlichtviertel

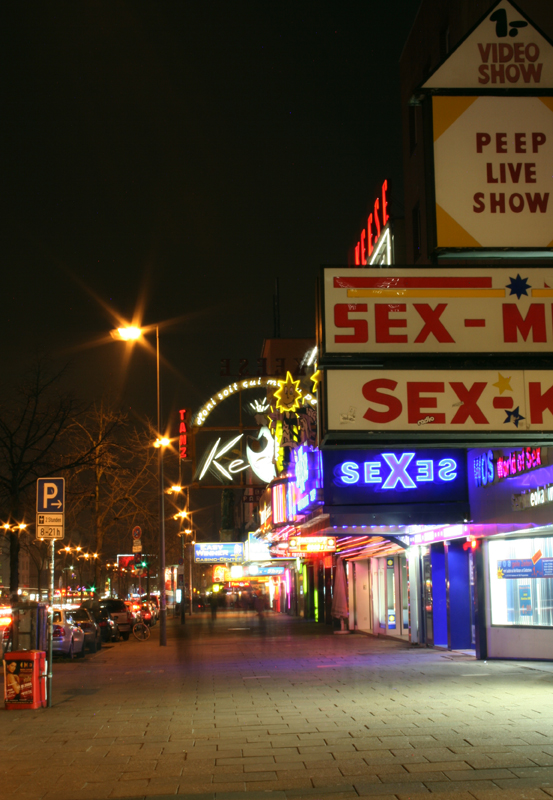
Reeperbahn

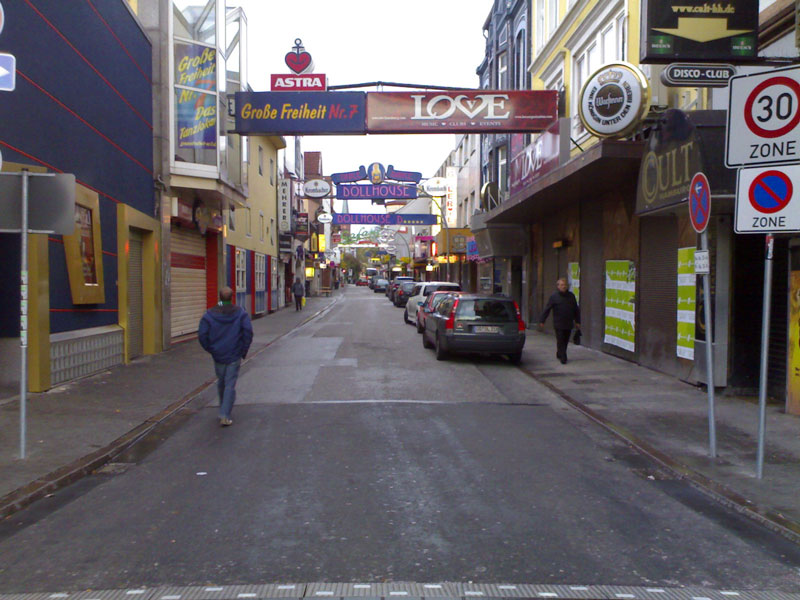
Die Große Freiheit in Hamburg

Als Rotlichtviertel (in der Schweiz: Rotlichtquartier) bezeichnet man einen Bereich einer Stadt, in dem sich Prostitution und andere Arten des Sexgewerbes konzentrieren. Die zugehörige soziale Umgebung ist das Rotlichtmilieu.
Der Begriff Rotlichtviertel wird häufig negativ wertend benutzt. Siehe hierzu auch Rotlicht (Prostitution).

## Herkunft des Begriffs
Der englische Begriff red-light district hat sich um 1900 gebildet, aber bereits 1850 gab es in der Greene Street in Manhattan (heute SoHo) eine Reihe von Bordellen, über deren Eingängen Gaslicht in roten (aber auch andersfarbigen) Glaskugeln brannte. Im Deutschen tauchen die Begriffe Rotlicht-Distrikt und Rotlichtviertel erst im Laufe der frühen 1920er Jahre auf. Dieser Begriff (italienisch quartiere a luci rosse, niederländisch rosse buurt) dokumentiert, dass in vielen Städten eine Art „Ghettoisierung“ des Bordell- und Prostituiertenmilieus stattgefunden hat. Ein ähnlicher Begriff im Japanischen ist akasen. Mit dem Begriff „Rotlichtmilieu“ wird meist auch kriminelles Verhalten (zum Beispiel Drogenhandel, Menschenhandel, Erpressung) assoziiert.

## Entstehung und Struktur
Ein Viertel wird normalerweise nicht dadurch zum Rotlichtviertel, weil sich dort einige Bordelle befinden. Erst eine gewisse Anzahl bzw. eine Vielfältigkeit der Betriebe der Sex-Branche macht aus einem Viertel einer Stadt ein Rotlichtviertel. Das Spektrum der Angebote kann hierbei von der Prostitution am Straßenstrich oder in Bordellen über Sexshops und Striptease-Bars bzw. Tabledance-Bars bis hin zu Pornokinos und Animierbars gehen.
Die Entstehung von Rotlichtvierteln wird durch einige soziale Faktoren gefördert. Oft haben Gäste der Einrichtungen des Rotlichtmilieus ein Interesse an örtlicher Nähe der verschiedenen Einrichtungen, um während der Vergnügungsphase problemlos zu Fuß einen Ortswechsel vornehmen zu können, etwa von einer Tabledance-Bar in ein Animierlokal und von dort in ein Bordell.
Im Gebiet eines Rotlichtviertels besteht auch in geringerem Maße die Gefahr, auf Menschen zu treffen, die weder dem Rotlichtmilieu angehören, noch an ihm Interesse haben. Es ist vielen Nutzern peinlich, etwa sich nach dem Besuch eines exponiert gelegenen Sexshops beim Betreten der Straße schief angesehen fühlen zu müssen.
Der Charakter eines Rotlichtviertels hängt oft davon ab, ob eine Sperrstunde, also eine rechtliche Beschränkung der geschäftlichen Aktivitäten in der Nachtzeit, besteht oder nicht. Dies wirkt sich vor allem darauf aus, ob die einschlägigen Barbetriebe anzutreffen sind, von denen gegebenenfalls der Großteil des aktiven Lebens in einem Rotlichtviertel ausgeht. Vor allem in Rotlichtvierteln ohne Sperrstunde finden sich auch Vergnügungsbetriebe, die nicht dem Rotlichtmilieu angehören, wie Bars, Restaurants, Spielhallen, Theater, Kabaretts und Ähnliches.

## Besonderheiten deutscher Rotlichtviertel
Aufgrund der vergleichsweise liberalen Rechtslage in Deutschland weisen Rotlichtviertel eine weniger versteckte und offenere Struktur auf als in vielen anderen Ländern.

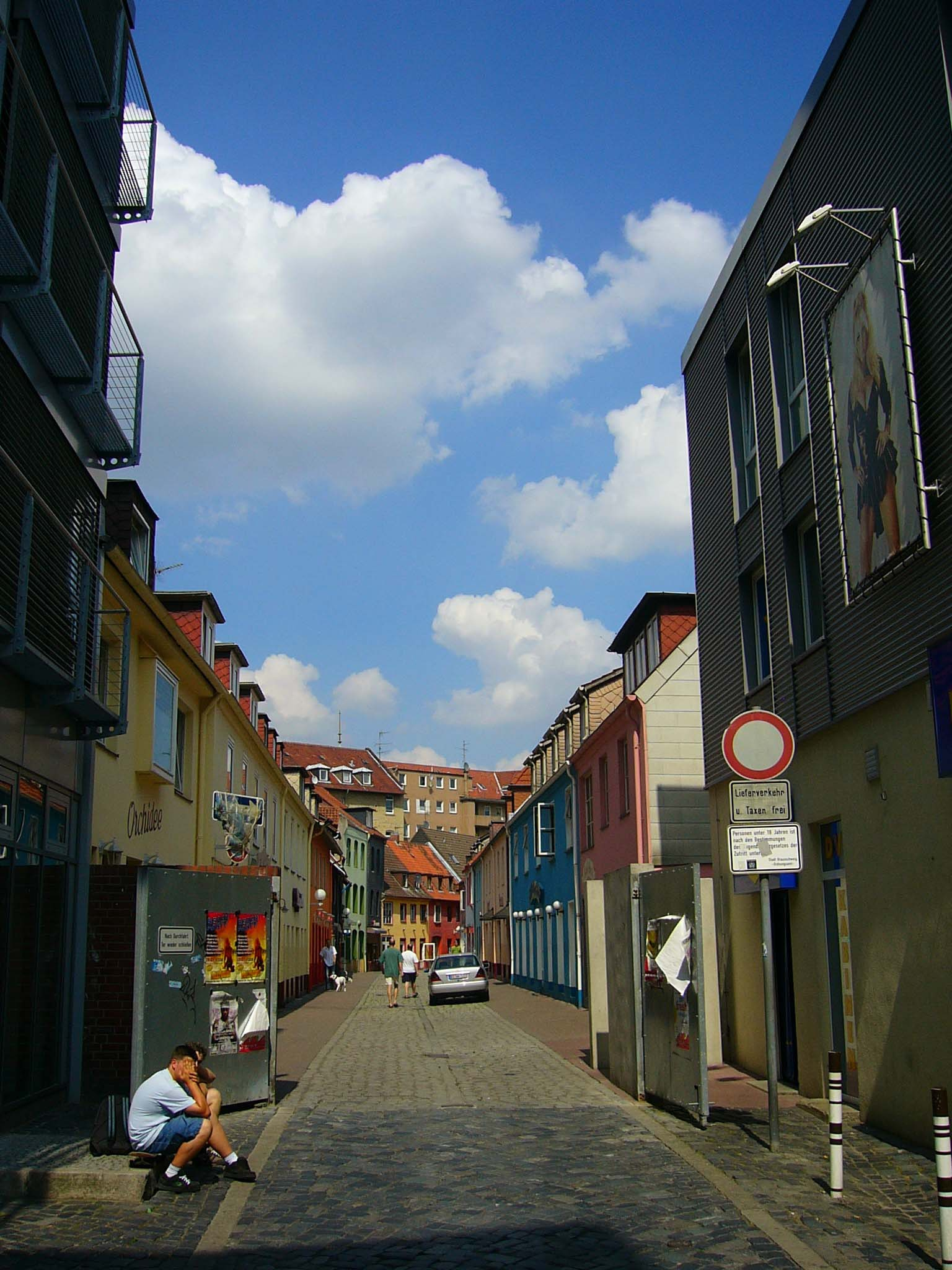
Rotlichtviertel in der Bruchstraße in Braunschweig (bei Betrieb durch ein Tor abgesperrt)

### Hintergründe
Die Entstehung von Rotlichtvierteln in Deutschland wurde entscheidend durch Sperrbezirksverordnungen begünstigt; also durch kommunale bzw. städtische Rechtsverordnungen, welche die Ausübung der Prostitution nur außerhalb eines bestimmten Gebietes, meist der Innenstadt erlaubten, wie zum Beispiel in Frankfurt am Main. Oft entstand ein Rotlichtviertel in unmittelbarer Nähe eines Straßenstriches. Diese Entwicklung wurde auch dadurch begünstigt, dass andere typische Einrichtungen, wie beispielsweise Sexshops planungs- und baurechtlich ebenfalls nur in bestimmten Gebieten zugelassen wurden.
In Städten wie etwa Berlin, die keine Sperrgebietsverordnungen haben, ist hingegen eine Konzentration auf Rotlichtviertel nur im begrenzten Umfang zu beobachten. Beispielsweise spielen in Berlin die als Rotlichtviertel zu bezeichnenden Gegenden um die Oranienburger Straße oder den Stuttgarter Platz („Stutti“) keine dominierende Rolle, in Relation zu den Gesamtaktivitäten des Berliner Rotlichtmilieus.

### Wohnwert
Der Wohnwert in einem Rotlichtviertel ist in der Regel als gering anzusehen. Dies liegt nicht nur an der Lärmkulisse zu nächtlicher Stunde, oder an der Umgebung, die meist eine eher dürftige soziale Infrastruktur aufweist. Auch handelt es sich bei Rotlichtvierteln oft um gefahrträchtige Orte, an denen verstärkt Gewalt- und Eigentumsdelikte auftreten. Die Umgebung ist deshalb vor allem nicht geeignet für Kinder und Jugendliche.

### Staatliche Kontrolle
Die Massierung von Einrichtungen des Rotlichtmilieus in Rotlichtvierteln erlaubt eine einfachere staatliche Kontrolle. Gewerberechtliche Auflagen lassen sich beispielsweise im Rahmen einer aufsichtsamtlichen Streifenfahrt in einer Vielzahl von Einrichtungen überprüfen. Durch den konzentrierten Einsatz von Polizeikräften vor Ort lässt sich mit noch überschaubarem Personalaufwand ein Mindestmaß an Sicherheit gewährleisten. Prominentes Beispiel ist die in Hamburg inmitten des Rotlichtviertels von St. Pauli gelegene Davidwache, eine städtische Polizeiwache.
Ein Beispiel für die Errichtung eines Rotlichtviertels aus Kontrollgründen ist die Helenenstraße in Bremen.

### Ordnungswidrigkeitenrecht
Nach § 120 Abs. 1 Nr. des Gesetzes über Ordnungswidrigkeiten (OWiG) liegt eine Ordnungswidrigkeit vor, wenn Prostitution in einem durch Rechtsverordnung verbotenen Gebiet ausgeübt wird. Nach dem Wortlaut des § 120 Abs. 1 Nr. 2 OWiG ist es auch verboten Gelegenheit zu entgeltlichen sexuellen Handlungen anzubieten, anzukündigen, anzupreisen oder Erklärungen solchen Inhalts bekannt zu geben. Dies bedeutet allerdings nach Ansicht des Bundesgerichtshofes nicht, dass Werbung für Prostitution generell unzulässig sei. Es müsse vielmehr eine konkrete Beeinträchtigung der Allgemeinheit, zum Beispiel des Jugendschutzes hinzutreten.

## Bekannte Rotlichtviertel

### Deutschland

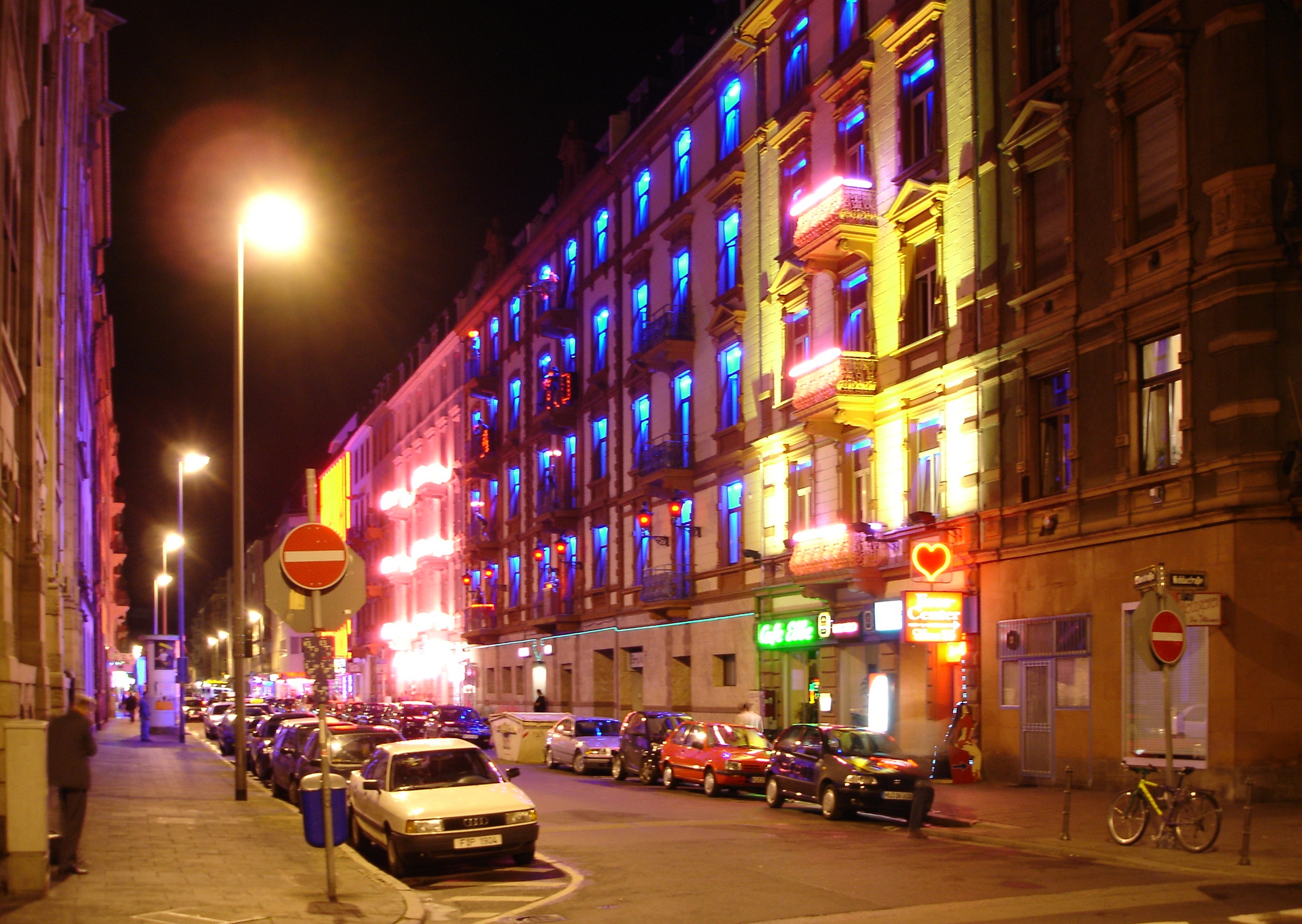
Das Rotlichtviertel von Frankfurt am Main bei Nacht

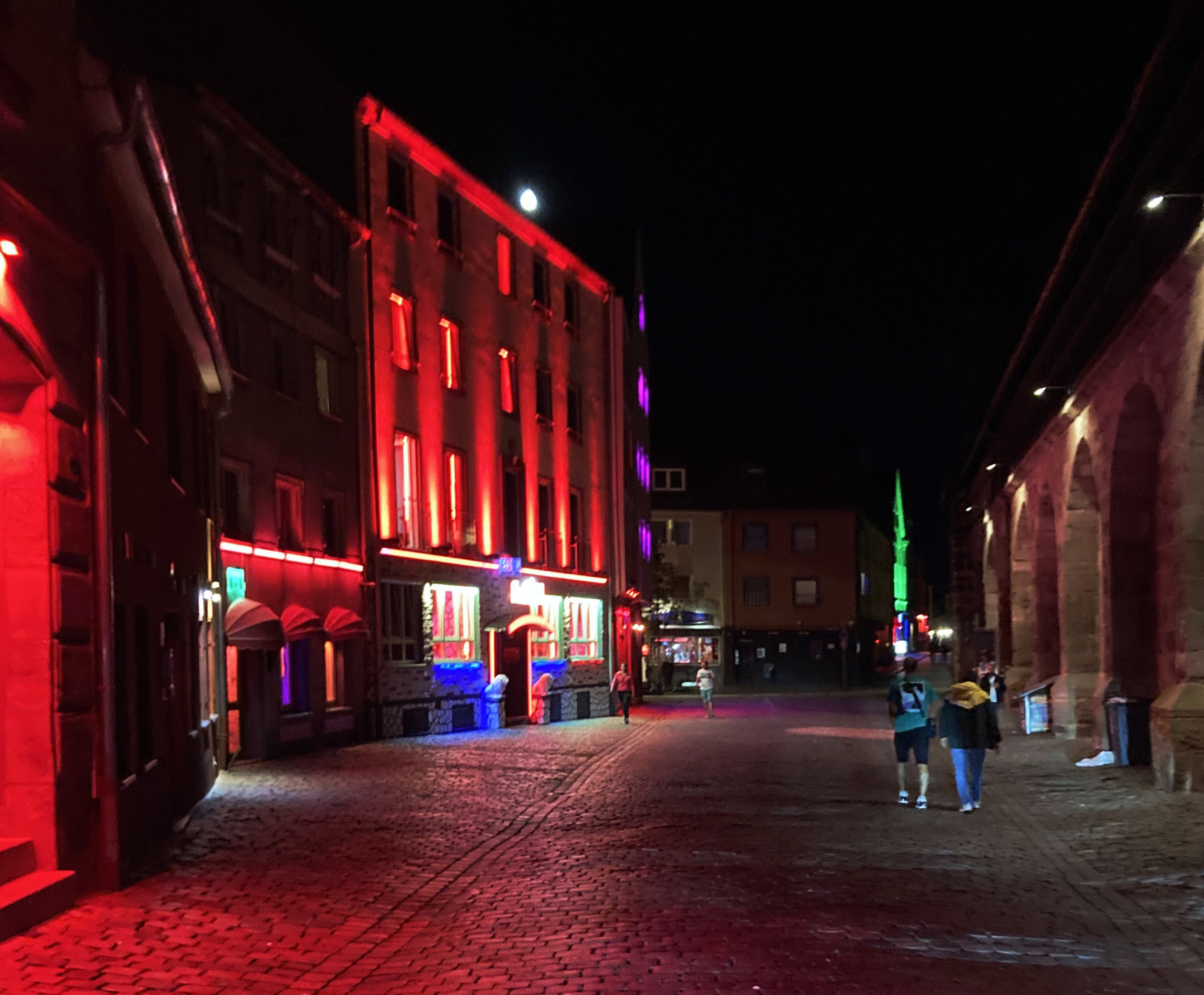
Nürnberger Rotlichtbezirk an der Frauentormauer

- Als ein Beispiel für ein Rotlichtviertel, das weltweit bekannt ist, gilt die in Hamburg-St. Pauli gelegene Reeperbahn mit ihren angrenzenden Straßen. Hier insbesondere die Herbertstraße und die Umgebung um den Hans-Albers-Platz (auch Kiez oder Meile genannt).
- In Berlin ist die Oranienburger Straße eine populäre Adresse. Während diese als Rotlichtmeile eine gewisse Bekanntheit und Akzeptanz bei Einheimischen und Touristen erlangt hat, treten in der Kurfürstenstraße (Berlin-Tiergarten) immer wieder Konflikte zwischen den meist osteuropäischen Prostituierten und den Anwohnern auf. Auch die Gegend um den Stuttgarter Platz (Stutti) war als Rotlichtviertel bekannt.[5]
- In Hannover ist das Steintorviertel eine bekannte Rotlichtmeile.
- In Nürnberg stellt das Jakober Viertel rund um die Frauentormauer zwischen Spittler- und Färbertor, sowie der Ottostraße und Engelhardsgasse das zentrale Nürnberger Rotlichtviertel dar. Erste Quellen weisen bereits seit 1381 auf die Ausübung von Prostitution in Frauenhäusern hin. Im 19. Jahrhundert wurden die Häuser oftmals als Weinhandlungen bezeichnet.[6]
- In Frankfurt am Main ist die Kaiserstraße bei vielen Menschen zu einem Synonym für das Frankfurter Rotlichtviertel geworden, obwohl sie außerhalb der Toleranzzone für Prostitution liegt. Das umliegende Bahnhofsviertel war vor allem bei den amerikanischen GIs nach dem Zweiten Weltkrieg beliebt. Das eigentliche Rotlichtviertel konzentriert sich jedoch hauptsächlich auf den Bereich des nördlichen Bahnhofsviertels zwischen Taunusstraße und Niddastraße.
- Im Ruhrgebiet ist das Bochumer Rotlichtviertel an der Gussstahlstraße unter dem Namen „Gurke“ und „Eierberg“ bekannt. Ähnliches ist in Essen (Stahlstraße), Duisburg (Vulkanstraße), Oberhausen (Flaßhofstraße) und Dortmund (Linienstraße) zu finden.
- In Flensburg galten vor allem im 20. Jahrhundert der Oluf-Samson-Gang (mit dem angrenzenden Kaysers-Hof-Komplex) als die wohl bekannteste „Sündenmeile“ zwischen Hamburg-St. Pauli und der Kopenhagener Istedgade.
- In Kiel ist die Straße Wall am Hafen ein bekanntes Rotlichtviertel.
- In der Bruchstraße in Braunschweig ließen sich Huren trotz eines im Jahr 1594 erlassenen Verbots nieder.
- In Aachen stellt die Antoniusstraße das zentrale Rotlichtviertel der Stadt dar.
- In Mannheim ist die Lupinenstraße das Rotlichtviertel.
- In Karlsruhe sind die Bordelle in der Brunnenstraße konzentriert.

### Weiteres Europa

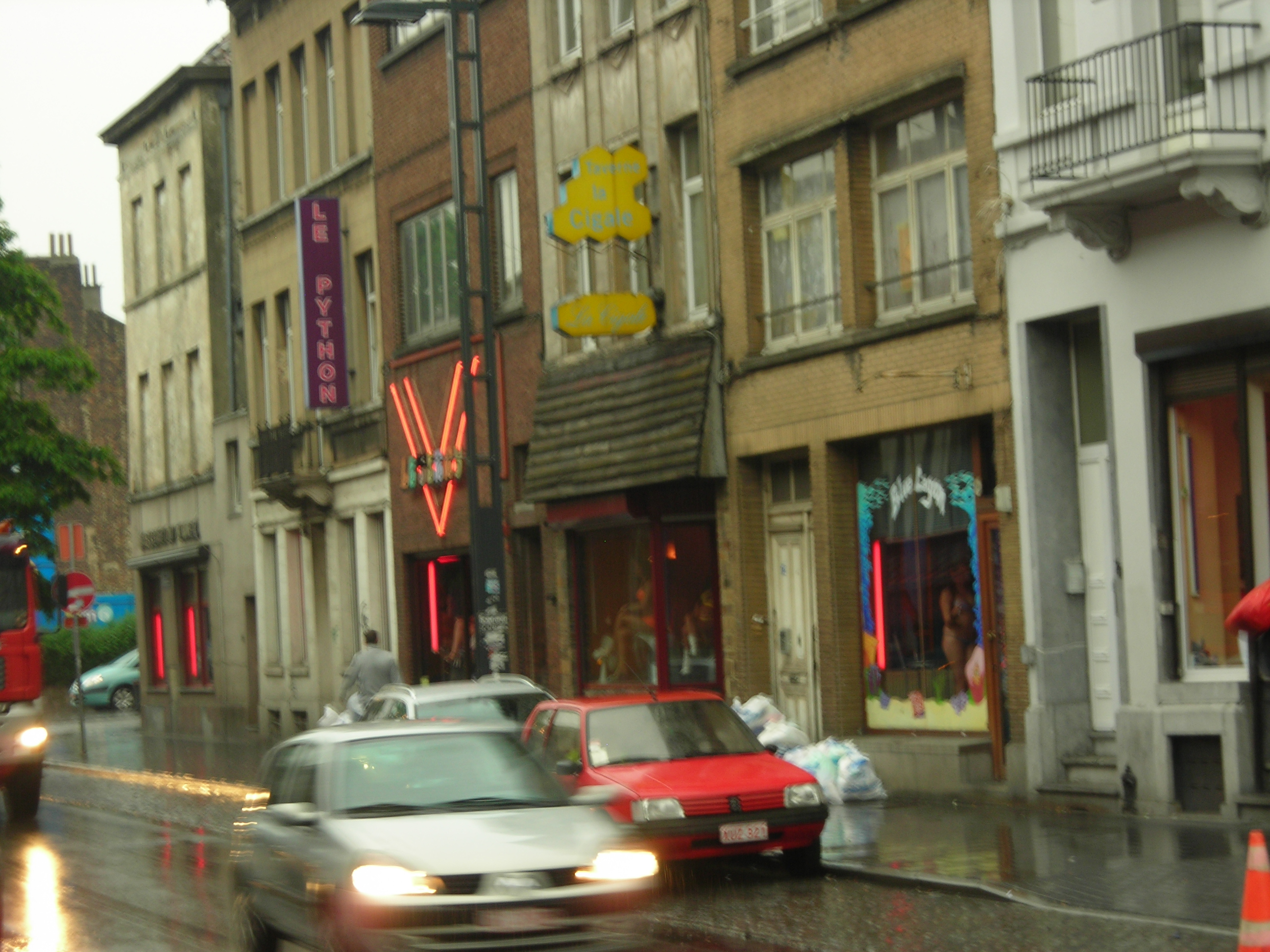
Aarschotstraat

- Der Rotlichtbezirk Walletjes in Amsterdam ist eines der ersten Gebiete der Welt, in dem die Prostituierten legal arbeiten und sich organisieren durften.
- Das frühere Pariser Rotlichtviertel Pigalle am Montmartre mit dem berühmten Moulin Rouge und die Umgebung der Rue Saint-Denis sind weltbekannt.
- In Großbritannien ist u. a. das Bahnhofsviertel um King’s Cross in London bekannt.
- In Wien entwickelte sich im Zuge des Vergnügungsparks rund um den Prater das Rotlichtviertel im sogenannten Stuwerviertel-Dreieck, das abgegrenzt ist von der Lassallestraße, der Ausstellungsstraße sowie der Vorgartenstraße; in jüngerer Vergangenheit waren jedoch Bereiche des Gürtels und der Felberstraße weit bekanntere und frequentiertere Rotlichtgegenden.
- In Zürich ist das Milieu um die Langstrasse (Kreis 4 und 5) angesiedelt.
- In Genf findet sich das Rotlichtviertel im Gebiet Les Pâquis, vor allem an der Rue de Berne.
- Die Kopenhagener Istedgade gilt wegen ihres Vergnügungs- und Rotlichtviertels als eine der bekanntesten Straßen des Landes.
- In Dublin bestand das Monto.
- In Brüssel ist die Rue d’Aerschot eine Straße von mehreren in der Stadt mit Angeboten der Prostitution. In Antwerpen befindet sich das Schipperskwartier.

### Außerhalb Europas

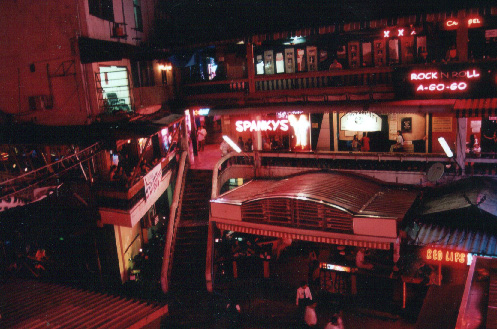
Nana Plaza in Bangkok, Thailand

- Die Patpong-Straßen (wie auch Nana Plaza) in Bangkok gehören zu den international bekanntesten Rotlichtvierteln.
- Die bekanntesten Rotlichtbezirke von Tokio sind Kabukichō im Bezirk Shinjuku sowie das früher als Yoshiwara bekannte Viertel im Bezirk Senzoku.
- Auch das Bahnhofsviertel von Kings Cross in Sydney gilt als Rotlichtviertel.
- Ein Teil der Avenida Revolución in Tijuana, Mexiko, ist ein mexikanisches Rotlichtviertel an der Grenze zu den USA, das vor allem von US-Amerikanern in Anspruch genommen wird.
- In Brasilien zählt die Rua Guaicurus in Belo Horizonte zu den Rotlichtvierteln.
- Ximending in Taipeh, Taiwan